# 惟宗俊成
惟宗 俊成（これむね の としなり）は、平安時代後期の官人。内覧左大臣・藤原頼長に仕えた。

## 略歴
久安4年（1148年）藤原多子が入内祈願のために藤原隆長・兼長室とともに春日大社と興福寺南円堂に参詣した際、警護の侍として従事しているのが見える。
仁平3年（1153年）興福寺僧の隆兼と玄忠（玄重）の間に所領論争があり、一旦は玄忠が勝訴していたものの、このころ隆兼側に新たな証拠が提出されたため、藤氏長者だった頼長は裁決を覆した。しかし玄忠は与えられていた長者宣の返還を拒んで賀茂別雷神社へと逐電してしまったため、頼長は俊成・宮道信頼・秦佐康らを賀茂社へと派遣して玄忠を捕縛させた。このとき俊成は玄忠と廻廊で刃傷沙汰となり、社殿内での流血を重く見た頼長の父・藤原忠実は玄重を解放させた上で俊成・信頼・佐康の身柄を検非違使に引き渡させている。
保元元年（1156年）保元の乱では敗れた頼長に最後まで従い、藤原経憲・宮道信頼とともに般若寺の辺りで頼長を火葬にしたという。『保元物語』によれば、頼長が奈良の藤原忠実を頼った際、俊成が忠実への面会の申し入れをしたが拒絶され、その報告を聞いた頼長は絶望して舌先を噛み切ってしまったという。
安元2年（1176年）駿河権介に任じられたものの病身で赴任できなかったため、同年中に中原知国に交代させられている。

## 官歴
- 久安4年（1148年）：前図書允[1]
- 仁平3年（1153年）6月6日：見正六位上[3]
- 安元2年（1176年）1月22日：駿河権介、12月5日：替駿河権介[6]